# Karl Zittel
Karl Zittel (auch: Carl Zittel; * 21. Juni 1802 in Schmieheim; † 28. August 1871 in Karlsruhe) war ein evangelischer Theologe und Politiker. Er war einer der führenden Vertreter des kirchlichen Liberalismus in Baden.

## Leben
Zittel studierte in Jena, wo er 1821 Mitglied der Jenaischen Burschenschaft und 1822 des Corps Saxonia Jena wurde. Er war ab 1834 Pfarrer in Bahlingen, ab 1849 in Heidelberg. Von 1842 bis 1851 war er Mitglied der Zweiten Kammer der Badischen Ständeversammlung, wo er  1845 durch seinen Antrag zugunsten der Religionsfreiheit Bekanntheit erlangte. 1848 gehörte er dem Vorparlament an. Zittel vertrat vom 24. Mai 1848 bis zum 30. Mai 1849 den Wahlkreis Karlsruhe in der Frankfurter Nationalversammlung, wo er zur Casino-Fraktion zählte. 1850 war er Abgeordneter im Erfurter Unionsparlament.
Später gehörte er zu den Gründern des Protestantenvereins und redigierte mit Heinrich Eltester und Karl Hase die von 1857 bis 1864 erschienene Erbauungsschrift Der Sonntagabend.
Sein Sohn Emil Zittel war ab 1874 Dekan in Karlsruhe und Mitglied der badischen Generalsynode. Sein Sohn Karl Alfred von Zittel gilt als Begründer der wissenschaftlichen Paläontologie.